# Echinopepon minimus
Echinopepon minimus là một loài thực vật có hoa trong họ Cucurbitaceae. Loài này được (Keller) S.Watson mô tả khoa học đầu tiên năm 1889.